# Voedselcrisis 2007-2008

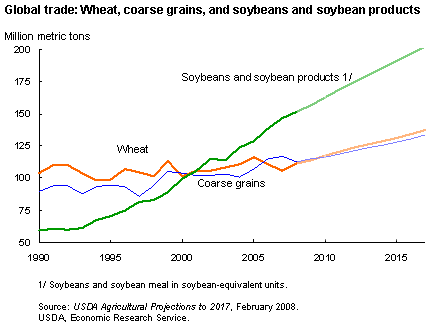
Grafiek van de wereldwijde hoeveelheid verhandelde granen en sojabonen van 1990 tot 2008, en geschat tot 2016. Ministerie van Landbouw, Verenigde Staten, 2008.

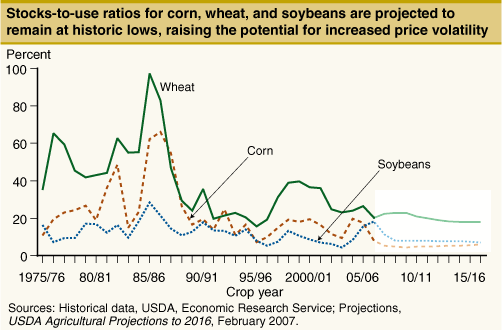
Grafiek van de verhouding voorraad/gebruik van sojabonen, maïs en graan, van 1977 tot 2007. en voorspeld tot 2016. Ministerie van Landbouw, Verenigde Staten, september 2007.

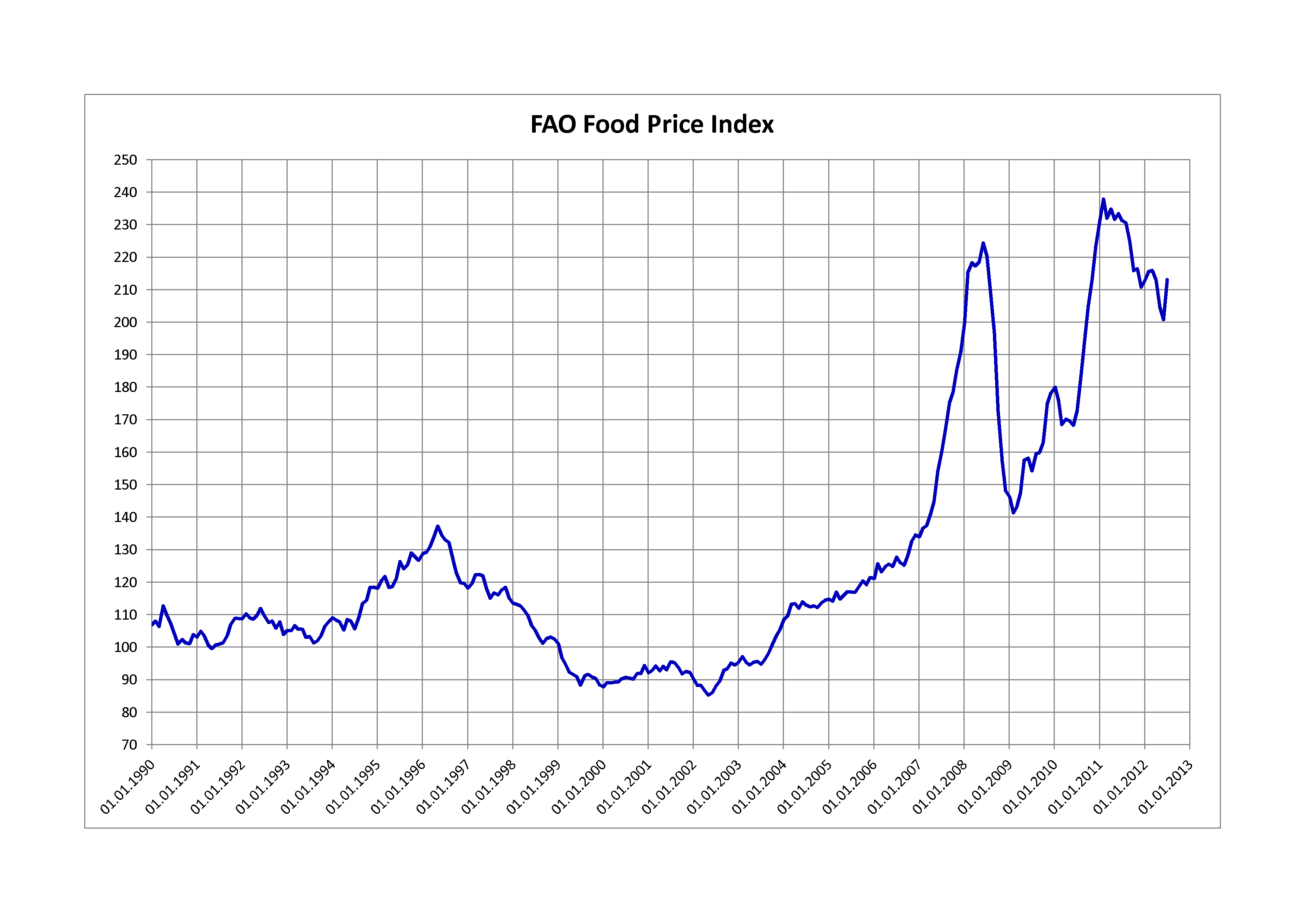
FAO Food Price Index

In 2007 en 2008 vond een wereldwijde voedselcrisis plaats, die leidde tot een wereldwijde crisis, politieke en economische instabiliteit en sociale onrust in zowel minder ontwikkelde als ontwikkelde landen.
De oorzaken van deze wereldwijde voedselproblemen blijven onderwerp van discussie. Vaak worden de ongewone droogtes in graanproducerende naties en de stijgende olieprijs eind 2006 als oorzaken naar voren gebracht. De veel hogere olieprijs zorgde ervoor dat de kosten van voedseltransport en industriële landbouw verder stegen. Mogelijke andere oorzaken zijn het gebruik van biobrandstof in de ontwikkelde landen en de stijgende vraag naar een meer gevarieerd dieet (met name vlees) van de inwoners van Azië. Deze punten, in combinatie met een lagere opbrengst van voedsel wereldwijd, leidde tot een zeer sterke stijging van de voedselprijzen.
Langetermijnoorzaken vormen ook een onderdeel van de discussie: veranderingen in handel en landbouw, landbouwsubsidies in de ontwikkelde landen en klimaatverandering.

## Prijsstijgingen
Sinds het begin van 2006 steeg de gemiddelde prijs voor rijst met 217%, voor graan met 136%, voor maïs met 125% en voor sojabonen met 107%.

## Oorzaken
Er zijn verscheidene oorzaken voor deze voedselcrisis. Volgens analisten zijn de volgende oorzaken de belangrijkste:
- Magere oogsten over de gehele wereld;
- stijgend gebruik van biobrandstof;
- kleinere voedselvoorraden;
- grotere vraag naar voedsel in Azië;
- stijging van de olieprijs;
- speculanten die goedkope landbouwgrond opkopen;
- veranderingen in de wereldeconomie.[5]

De subsidies die boeren in ontwikkelde landen ontvangen, zijn mogelijk een langetermijnfactor die de stijging van de prijzen beïnvloedt.

### Olie en voedsel
Een oorzaak van de stijgende prijzen moet worden gevonden in het gebruik van voedingsmiddelen om er eerstegeneratiebiobrandstoffen van te maken. Naar schatting wordt jaarlijks 100 miljoen ton graan gebruikt voor het produceren van brandstof. De totale graanproductie in 2007 was om en nabij de 2000 miljoen ton. Omdat boeren een groter gedeelte van hun gewassen ter beschikking stellen voor de productie van brandstof, verdwijnt er een evenredig deel van deze gewassen beschikbaar als voedsel, met name in de minst ontwikkelde landen, waar de inwoners niet veel mogelijkheden hebben voor het aankopen van voedsel. Deze crisis kan met het volgende voorbeeld goed worden beschreven: als een inwoner van een ontwikkeld land de benzinetank van zijn auto vult met biobrandstof, gebruikt hij evenveel maïs als een Afrikaan gedurende één heel jaar consumeert.
Brazilië, na de Verenigde Staten van Amerika de grootste producent van ethanol (biobrandstof), wordt beschouwd als het land met de eerste biobrandstofeconomie en haar regering beschouwt de ethanolindustrie in haar land, gebaseerd op suikerriet, niet als een oorzaak van de wereldwijde voedselcrisis.
De Duitse kanselier Angela Merkel zei dat de stijging van voedselprijzen het gevolg was van slecht landbouwbeleid en veranderingen in de eetgewoonten in ontwikkelde landen. Op 29 april 2008 zei de Amerikaanse president George Bush tijdens een persconferentie dat "85 procent van de voedselprijzen wordt bepaald door het weer, een stijgende vraag en de energieprijzen", en erkende dat "15 procent wordt veroorzaakt door ethanol". De Engels krant "The Guardian" meldde op 4 juli dat volgens een uitgelekt rapport van de Wereldbank de stijging van de voedselprijzen voor 75% door ethanol wordt veroorzaakt.
Tweede- en derdegeneratiebiobrandstoffen waarbij geen producten nodig zijn die direct als voedsel kunnen worden gebruikt, zijn in opkomst, omdat zij kunnen groeien op plekken waar gewassen dat niet kunnen. Voor deze meer hoogstaande landbouwpraktijken moet echter eerst nog een goede technologie worden ontwikkeld. In tegenstelling tot deze gewassen kan maïs gewoon groeien als een gewas en kan het makkelijk worden onderverdeeld in gebruik voor voedsel en voor brandstof.

### Groei van de wereldbevolking

De groei in de productie van voedsel is groter geweest dan de groei van de populatie. Daarom steeg de hoeveel voedsel per persoon van 1961.

Hoewel sommige analisten beweren dat de voedselcrisis het gevolg is van onverwachte groei van de wereldpopulatie, beweren andere dat sinds 1980 de groeicijfers van de wereldpopulatie drastisch zijn gedaald en dat de beschikbaarheid van graan sneller is gegroeid dan de wereldpopulatie. De gemiddelde voedselproductie per hoofd van de bevolking stijgt sinds de jaren 60 en deze trend is niet drastisch veranderd met de oogsten van 2006-2007. De wereldbevolking is gegroeid van 1,6 miljard in 1900 tot een geschatte 6,6 miljard in 2007.
De gemiddelde groei van het aantal mensen ter wereld is gedaald sinds haar piek van 87 miljoen per jaar aan het eind van de jaren tachtig tot een dieptepunt van 75 miljoen per jaar in 2002. Sindsdien is de groei gestabiliseerd en licht gestegen tot 77 miljoen mensen per jaar in 2007. De wereldbevolking, indien ze blijft stijgen zoals verwacht, wordt geschat op 9 miljard in 2042.

### Stijgende vraag in Azië
De bevolking met modale inkomens is in Azië gegroeid gedurende de laatste 20 jaar. Alhoewel de grote meerderheid van de Aziatische bevolking arm blijft, is de groei in de gemiddelde laag van de bevolking zeer groot en er wordt verwacht dat die voorlopig ook zo zal blijven. In vergelijking, in 1990, deze laag van de bevolking groeide met 9,7% in India en met 8,6% in China (percentage van de bevolking), terwijl dit in 2008 een groeifactor van respectievelijk bijna 30 en 70 procent werd. Deze groei heeft ook een verandering in levensstijl en eetgewoonten teweeggebracht, in het bijzonder in de vraag naar een grotere variëteit van voedsel en vlees, (hamburgers replacing
rice bowls) leidend tot een grotere vraag naar agrarische bronnen. Deze vraag is ook verantwoordelijk geweest voor de grote stijgingen in de prijzen van handelswaar en olie.
|          | India | China | Brazilië | Nigeria |
| -------- | ----- | ----- | -------- | ------- |
| Granen   | 1,0   | 0,8   | 1,2      | 1,0     |
| Vlees    | 1,2   | 2,4   | 1,7      | 1,0     |
| Melk     | 1,2   | 3,0   | 1,2      | 1,3     |
| Vis      | 1,2   | 2,3   | 0,9      | 0,8     |
| Fruit    | 1,3   | 3,5   | 0,8      | 1,1     |
| Groentes | 1,3   | 2,9   | 1,3      | 1,3     |

Joachim von Braun, hoofd van het 'International Food Policy Research Institute', heeft gezegd dat de geleidelijke verandering in het dieet in nieuwe, rijkere bevolking de belangrijkste oorzaak van de stijging van de voedselprijzen is.. Echter, de Wereldbank beschouwt het veranderende dieet als de tweede oorzaak, na het gebruik van biobrandstoffen.
In april 2008 bleek uit analyses van de FAO (Food and Agriculture Organization) van de VN dat de consumptie van granen sinds 2006 met één procent was gestegen, en dat deze groei vooral toe te schrijven was aan de ontwikkelde landen. Op plekken waar het gebruik van voedsel is gegroeid, daar bestaat het voedsel vooruit uit producten met een toegevoegde waarde (behandelde producten). Deze plekken zijn vooral te vinden in ontwikkelende en ontwikkelde landen. De stijging van de totale hoeveelheid graan sinds 2006 (3 %, gemiddelde van 2000 tot 2006: 2 % per jaar) is met name groot geweest voor biobrandstoffen. Een kilo rundvlees heeft zeven kilo graan nodig om te worden geproduceerd. Deze rapporten concluderen dat het gebruik van voedsel voor de industrie en veevoer, en niet de groei van de populatie, heeft bijgedragen tot prijsstijgingen.

### Invloed van de stijgende prijs van olie
De stijging van de olieprijs heeft de kosten voor kunstmest laten stijgen (in sommige gevallen verdubbelde de prijs in zes maanden). De meerderheid van deze heeft petroleum of aardgas nodig om te worden geproduceerd. Hoewel de belangrijkste fossiele brandstof die nodig is voor kunstmest aardgas is, heeft dit gas dezelfde problemen als olie. Omdat aardgas petroleum in sommige gevallen kan vervangen, en omdat de prijzen voor petroleum stijgen, stijgen de prijzen voor aardgas in gelijke mate, en stijgen de prijzen voor de mest weer.
Olie levert ook energie voor de gemechaniseerde voedselproductie en transport. Hogere prijzen voor vloeibare brandstoffen laten de vraag naar biobrandstoffen, waardoor sommige gewassen misschien voor energie worden gebruikt in plaats van voor voedsel. Hoewel zelfs de consumptie van petroleum van de werelds armste mensen zeer laag is, is de hoeveelheid petroleum die zij gebruiken niet in verhouding tot hun voedselconsumptie, met name voor voedsel dat geïmporteerd is uit landen die sterk zijn op agricultureel gebied. Mensen die hun hoofd net boven hun hoofd hielden toen de olieprijzen nog vrij laag waren, kunnen nu, met de hogere prijzen, het zich misschien niet veroorloven om genoeg calorieën binnen te krijgen. Sommige boeren hebben getracht het probleem met de olieprijzen op te lossen door biobrandstoffen te gaan gebruiken, waardoor de prijzen voor voedsel nog verder stegen.

### Krimpende voedselvoorraden
In het verleden hebben landen getracht de voedselvoorraden zo hoog mogelijk te houden, maar sinds recent, vanwege het gemak waarmee voedsel kon worden geteeld en worden geïmporteerd, wordt er minder nadruk gelegd op deze voedselvoorraden. Daarom, bijvoorbeeld, behaalden de graanvoorraden in de VS in februari 2008 een dieptepunt.

### Financiële speculatie
Destabiliserende invloeden, waaronder disproportionele leningen en vastgoedspeculatie, leidden tot een crisis in januari 2008, die investeringen in voedsel negatief beïnvloedde. De Verenigde Staten (in het bijzonder) hadden te maken met een economische crisis in 2008 die leidde tot een recessie.
Financiële speculatie in opties als gevolg van het instorten van de markt in derivaten heeft bijdragen aan de crisis als gevolg van een goederen-supercirkel. Financiële speculanten die op zoek waren naar een snelle uitweg uit aandelen en hypotheken hebben miljarden uit deze markten gehaald en dat gedeeltelijk geïnvesteerd in voedsel en ruwe grondstoffen. Het feit dat Amerikaanse goederenspeculatie een wereldwijde impact op voedselprijzen kon hebben komt mede door de mondialisering van de voedselproductie, en het feitelijke marktoligopolie van een zeer klein aantal sterk gefinancialiseerde wereldspelers. Het maakt duidelijk dat er een concentratie van welvaart op de wereld is die kan leiden tot een verzwakking van de democratie.